# Emmanuelle Gagliardiová
Emmanuelle Gagliardiová (* 9. července 1976 Ženeva) je bývalá švýcarská profesionální tenistka, pohybující se na okruzích v letech 1992–2008. Ve své kariéře vyhrála na okruhu WTA Tour čtyři deblové turnaje. V rámci okruhu ITF získala osm titulů ve dvouhře a šest ve čtyřhře.
Na žebříčku WTA byla ve dvouhře nejvýše klasifikována v květnu 2002 na 42. místě a ve čtyřhře pak v září 2004 na 22. místě. Trénoval ji Daniel Panajotti.
Na nejvyšší grandslamové úrovni si zahrála semifinále čtyřhry Australian Open 2003 v páru s Maďarkou Petrou Mandulaovou. Ve dvouhře se nejdále probojovala do osmifinále French Open 2005, v němž ji vyřadila Bulharka Sesil Karatančevová. Jednalo se o její třicátou třetí účast na majorech.
Představovala tenistku hrající od základní čáry, s kvalitním zkrácením hry. Za preferovaný typ dvorce uvedla tvrdý povrch.

## Týmové soutěže
Ve švýcarském fedcupovém týmu debutovala v roce 1997 curyšskou světovou baráží proti Argentině, v níž s Martinou Hingisovou vyhrála čtyřhru. Švýcarky zvítězily 5:0 na zápasy. Ve Fed Cupu 1998 se stala členkou družstva, které skončilo jako poražený finalista. Do ročníku zasáhla semifinálovou výhrou po boku Schnyderové nad francouzským párem Fusaiová a Tauziatová. V soutěži nastoupila k dvaceti mezistátním utkáním s bilancí 10–7 ve dvouhře a 13–2 ve čtyřhře.
Švýcarsko reprezentovala na Letních olympijských hrách 2000 v Sydney. V ženské dvouhře vypadla ve druhém kole, když nestačila na Němku Janu Kandarrovou. Do ženské čtyřhry nastoupila s Miroslavou Vavrincovou. Soutěž opustily po prohře v úvodní fázi od venezuelského páru Milagros Sequeraová a María Ventoová-Kabchiová.
Zúčastnila se také pekingských Her XXIX. olympiády, na nichž s Patty Schnyderovou dohrála ve druhém kole deblové soutěže na raketách pozdějších bronzových medailistek Jen C’ a Čeng Ťie z Číny.

## Tenisová kariéra
V rámci hlavních soutěží událostí okruhu ITF debutovala jako patnáctiletá v únoru 1992, když startovala v portugalském Carvoeiru s dotací 10 tisíc dolarů. Ve čtvrtfinále podlehla Thomasové. Premiérový titul v této úrovni tenisu vybojovala v červnu 1993 na nicolosijské události s rozpočtem deset tisíc dolarů. Ve finále přehrála Francouzku Laurence Boisovou. Průlom do elitní světové stovky žebříčku WTA dvouhry zaznamenala po Roland Garros 1997 v jeho vydání z 9. června 1997, když se posunula ze 106. na 87. místo.
Na okruhu WTA Tour debutovala dubnovým Zagreb Open 1995. Po zvládnuté kvalifikaci nestačila na úvod singlové soutěže na devadesátou první ženu klasifikace Japonku Ai Sugijamovou. Na okruhu se probojovala celkem do osmi semifinále dvouhry, včetně Indian Wells Masters 2002, a všechny prohrála. Po turnaji se v dubnu 2002 stala členkou Top 50, když postoupila ze 70. na 46. příčku. V létě 2002 prodělala spalničky a toxoplazmózu. Jedenáctkrát skončila ve čtvrtfinále. Poprvé na Pupp Czech Open 1996 v Karlových Varech, kde ji vyřadila Slovenka Katarína Studeníková.
Debut v hlavní soutěži nejvyšší grandslamové kategorie přišel v ženském singlu Australian Open 1997. V úvodním kole však nenašla recept na světovou osmatřicítku Henrietu Nagyovou. Na Australian Open 2001 poprvé porazila členku elitní světové desítky po výhře nad pátou hráčkou klasifikace Conchitou Martínezovou. Na Rome Masters 2001 pak zdolala belgickou světovou třináctku Kim Clijstersovou.
Premiérové finále na okruhu WTA Tour odehrála na lednovém ASB Classic 2001, když ve finále čtyřhry s Rakušankou Barbarou Schettovou podlehly francouzsko-rakouské dvojici Alexandra Fusaiová a Rita Grandeová. První dva deblové tituly získala v sezóně 2004. Nejdříve na dubnovém Estoril Open po boku Slovenky Janette Husárové a poté na zářijovém China Open, jenž odehrála s Ruskou Dinarou Safinovou.

## Finále na okruhu WTA Tour

### Čtyřhra: 10 (4–6)
| Legenda                |
| ---------------------- |
| Grand Slam (0)         |
| Turnaj mistryň (0)     |
| Tier I (0)             |
| Tier II (1–0)          |
| Tier III, IV & V (3–6) |

| Stav       | č.  | datum      | turnaj                    | kategorie | povrch | spoluhráčka            | soupeřky ve finále                      | výsledek                |
| ---------- | --- | ---------- | ------------------------- | --------- | ------ | ---------------------- | --------------------------------------- | ----------------------- |
| Finalistka | 1.  | leden 2001 | Auckland, Nový Zéland     | Tier V    | tvrdý  | Barbara Schettová      | Alexandra Fusaiová Rita Grandeová       | 6–7(7–9), 3–6           |
| Finalistka | 2.  | duben 2003 | Estoril, Portugalsko      | Tier IV   | antuka | Maret Aniová           | Petra Mandulaová Patricia Wartuschová   | 7–6(7–3), 6–7(3–7), 2–6 |
| Finalistka | 3.  | duben 2003 | Bol, Chorvatsko           | Tier III  | antuka | Patty Schnyderová      | Petra Mandulaová Patricia Wartuschová   | 3–6, 2–6                |
| Vítězka    | 4.  | duben 2004 | Estoril, Portugalsko      | Tier V    | antuka | Janette Husárová       | Olga Blahotová Gabriela Navrátilová     | 6–3, 6–2                |
| Finalistka | 5.  | srpen 2004 | Stockholm, Švédsko        | Tier IV   | tvrdý  | Anna-Lena Grönefeldová | Alicia Moliková Barbara Schettová       | 3–6, 3–6                |
| Finalistka | 6.  | srpen 2004 | Cincinnati, Spojené státy | Tier III  | tvrdý  | Anna-Lena Grönefeldová | Marlene Weingärtnerová Jill Craybasová  | 5–7, 6–7(2–7)           |
| Vítězka    | 7.  | září 2004  | Peking, Čína              | Tier II   | tvrdý  | Dinara Safinová        | Gisela Dulková María Ventoová-Kabchiová | 6–4, 6–4                |
| Vítězka    | 8.  | únor 2005  | Bogotá, Kolumbie          | Tier III  | antuka | Tina Pisniková         | Ľubomíra Kurhajcová Barbora Strýcová    | 6–4, 6–3                |
| Vítězka    | 9.  | září 2005  | Kanton, Čína              | Tier III  | tvrdý  | Maria Elena Camerinová | Neha Uberoiová Šikha Uberoiová          | 7–6(7–5), 6–3           |
| Finalistka | 10. | říjen 2006 | Taškent, Uzbekistán       | Tier III  | tvrdý  | Maria Elena Camerinová | Taťána Pučeková Viktoria Azarenková     | bez boje                |